# Logoteta
Il logoteta (medio latino logotheta, che in greco significa "colui che conta, calcola o razionalizza") era un dignitario bizantino che in linea di massima attendeva ai conti e ai bilanci statali, basandosi sull'apparato giuridico vigente, equivalente quindi in qualche modo al cancelliere delle monarchie occidentali.
Il logoteta del dromos (λογοθέτης τοῦ δρόμου) aveva però più prestigiosi incarichi, come quello di mantenere per conto del basileus le relazioni con gli ambasciatori accreditati presso la corte bizantina, come pure quello del controllo della circolazione e della sorveglianza dei cittadini stranieri ospitati sul territorio dell'Impero e quello del buon funzionamento delle comunicazioni e della posta imperiale (veredus).

## Età normanno-sveva
Il titolo di logoteta fu usato anche in contesti non bizantini, venendo ereditato specialmente nella Sicilia normanno-sveva. Il titolo presso il Regno di Sicilia equivaleva al Magnus Cancellarius. Il logoteta era il superiore di tutti i notai e il custode dei sigilli dell'Impero. Aveva il compito anche di annunciare ai sudditi i proclami dell'imperatore. Tale incarico fu ricoperto da Pier della Vigna, il potente ministro, poi caduto in disgrazia (e forse, secondo Dante, suicida), dell'Imperatore svevo Federico II, re di Sicilia.